# ルートヴィヒ3世 (バイエルン王)
ルートヴィヒ3世（Ludwig Ⅲ., 全名：Ludwig Luitpold Josef Maria Aloys Alfried, 1845年1月7日 - 1921年10月18日）は、第6代バイエルン王国国王（在位：1913年 - 1918年）。第一次世界大戦後のドイツ革命により退位した。

## 生涯
ルートヴィヒはミュンヘンでバイエルン王子ルイトポルト（ルートヴィヒ1世の三男）とトスカーナ大公女アウグスタ（大公レオポルド2世の娘）の間に生まれた。1868年2月20日、彼はウィーンでモデナ公家（ハプスブルク家の一族オーストリア＝エステ家）のマリア・テレジアと結婚した。
1912年に父ルイトポルトが死去し、代わってルートヴィヒがバイエルン王国の摂政の地位に就いた。当時の国王オットー1世はその兄ルートヴィヒ2世と同様に精神を病んでいたといわれている。翌年改正された憲法の規定に則り、ルートヴィヒはオットーを廃位し、議会の承認を得て自身がバイエルン国王の座についた。
第一次世界大戦のドイツの敗戦による混乱の中で、ルートヴィヒは家族とともにミュンヘンを逃げ出し、11月13日にクルト・アイスナーが起草した退位宣言書に署名した。翌1919年にアイスナーが暗殺され、妻マリア・テレジアが死去すると、混乱を嫌ったルートヴィヒはリヒテンシュタインへ逃れ、さらにはハンガリーの自身の居城へ移った。1920年にバイエルンの居城へ戻ったが、翌1921年、ハンガリーの居城に滞在中に死去した。盛大な葬儀が行われ、彼の遺体はミュンヘンの一族の墓地へマリア・テレジアと共に埋葬された。

## 子女
王妃マリア・テレジアとの間には、第一次世界大戦においてドイツ軍の指揮官を務めた王太子ループレヒトを含め、13人の子供が生まれた。
- ループレヒト・マリア・ルイトポルト・フェルディナント（1869年 - 1955年） - バイエルン王太子、ジャコバイトの王ルパートまたはロバート1世/4世
- アーデルグンデ・マリー・アウグステ・テレーゼ（1870年 - 1958年） - ホーエンツォレルン侯ヴィルヘルムと結婚
- マリア・ルドヴィカ・テレジア（1872年 - 1954年） - カラブリア公フェルディナンド・ピウスと結婚
- カール・マリア・ルイトポルト（1874年 - 1927年）
- フランツ・マリア・ルイトポルト（1875年 - 1957年）
- マティルデ・マリア・テレーゼ（1877年 - 1906年） - ザクセン＝コーブルク＝ゴータ公子ルートヴィヒ・ガストンと結婚
- ヴォルフガング・マリア・ルイトポルト（1879年 - 1895年）
- ヒルデガルト・マリア・クリスティアーネ（1881年 - 1948年）
- ノートブルガ・カロリーナ・マリア・テレジア（1883年）
- ヴィルトルート・マリア・アリックス（1884年 - 1975年） - ウラッハ公ヴィルヘルム・カールと結婚
- ヘルムトルート・マリア・アマーリエ（1886年 - 1977年）
- ディートリンデ・マリー・ヨーゼファ（1888年）
- グンデリンデ・マリア・ヨーゼファ（1891年 - 1983年） - 1919年にプレイジンク＝リヒテネック＝モース伯爵ヨハン・ゲオルク（1887年 - 1924年）と結婚

| ルートヴィヒ3世 (バイエルン王) ヴィッテルスバッハ家 1845年1月7日 - 1921年10月18日 |                                                   |                                                      |
| ドイツの君主                                                                      |                                                   |                                                      |
| 先代 オットー1世                                                                  | バイエルン王 1913年11月5日 – 1918年11月7日        | 空位ドイツ革命による称号の廃止次代の在位者― 王制廃止 |
| 爵位・家督                                                                        |                                                   |                                                      |
| 先代 オットー1世                                                                  | バイエルン王家家長 1913年11月5日 – 1921年10月18日 | 次代 ループレヒト                                    |